# Viva Rio
O Viva Rio é uma organização não governamental fundada em 1993 por representantes de vários setores da sociedade civil, como resposta à crescente violência que assolava o Rio de Janeiro. Nessas décadas, desenvolveu e consolidou atividades e projetos que se tornaram políticas públicas reproduzidas pelo Estado, por empresas, mercado e outras organizações, como a ação praticada no Haiti. Entre suas áreas de atuação estão: a saúde, a educação, artes e esporte, o meio ambiente e a segurança humana.

## Pérolas Negras
O Pérolas Negras é uma equipe organizada pelo Viva Rio e criada depois do terremoto de 2010 no Haiti. O objetivo da equipe é levar o futebol as crianças carentes do Haiti. O Viva Rio é filiado a Ferj com o objetivo de fazer o Pérolas Negras disputar o Campeonato Carioca.